# كوهي أماساكي
كوهي أماساكي (天崎滉平 أماساكي كوهي) هو مؤدي أصوات ياباني ولد في 22 أكتوبر 1990 في سيتسو، أوساكا.

## أدواره في الأنمي

### مسلسلات أنمي تلفزيونية
- هاي سكور غيرل - هاروؤو ياغوتشي
- هاي سكور غيرل II - هاروؤو ياغوتشي
- دبل ديكر: دوغ آند كيريل - كيريل فروبل
- موب سايكو 100 - تاكيشي هوشينو
- موب سايكو 100 II - تاكيشي هوشينو
- البدلة المتنقلة جاندام: أيتام الدم الحديدي - تاكاكي أونو
- جاندام بيلد فايترز تراي - ماساكي كوديرا
- شارلوت - كوماتسو، نارا
- بوبوكي بورانكي: عمالقة الكوكب - بروبس
- قرية الضياع - وانكو
- ري:بداية الحياة في عالم آخر من نقطة الصفر - أوتو سوين
- كوزو نو هونكاي - ميكو ياماموتو
- أكاديميتي للأبطال - نيتو مونوما
- الفرسان والسحر - تاكيدا
- هاكيو هوشين إنغي - ريكوها
- بلاك كلوفر - نيج
- وكالة موهيو و روجي لمباحث الغرائب - كينجي ساتو
- تسوروني - مانجي سوغاوارا
- ذا غود أوف هاي سكول - وو سونتي

### أفلام أنمي
- نداء القلب - أكيهيسا شيبويا

## وصلات خارجية
- كوهي أماساكي على موقع IMDb (الإنجليزية)
- كوهي أماساكي على موقع ميوزك برينز (الإنجليزية)
- كوهي أماساكي على موقع قاعدة بيانات الفيلم (الإنجليزية)